# Kézilabda a 2020. évi nyári olimpiai játékokon
A 2020. évi nyári olimpiai játékokon a kézilabdatornákat július 24. és augusztus 9. között rendezték meg. A férfi és a női tornán is 12 csapat vehetett részt. A férfiaknál a címvédő a dán, a nőknél az orosz válogatott.

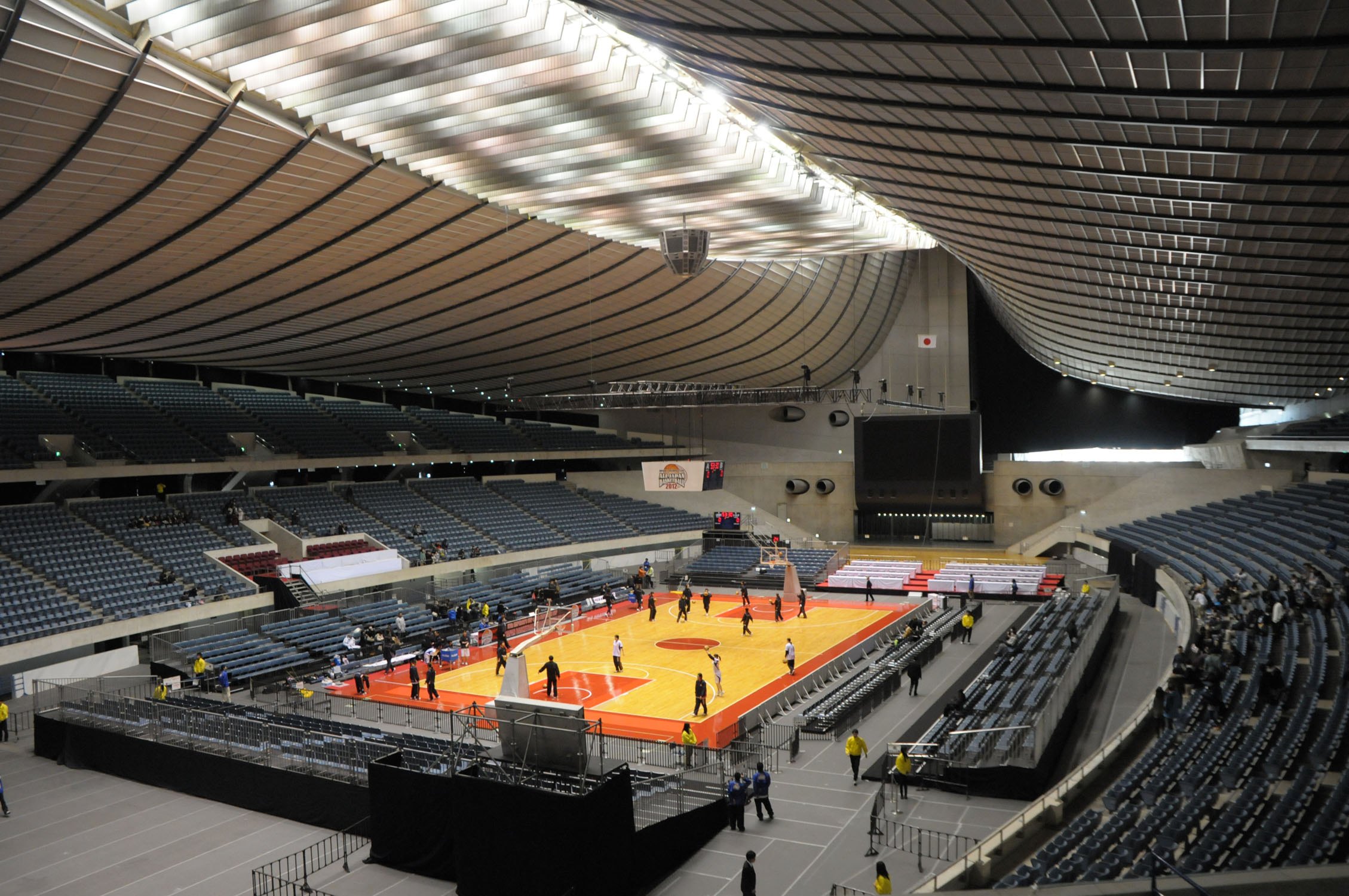
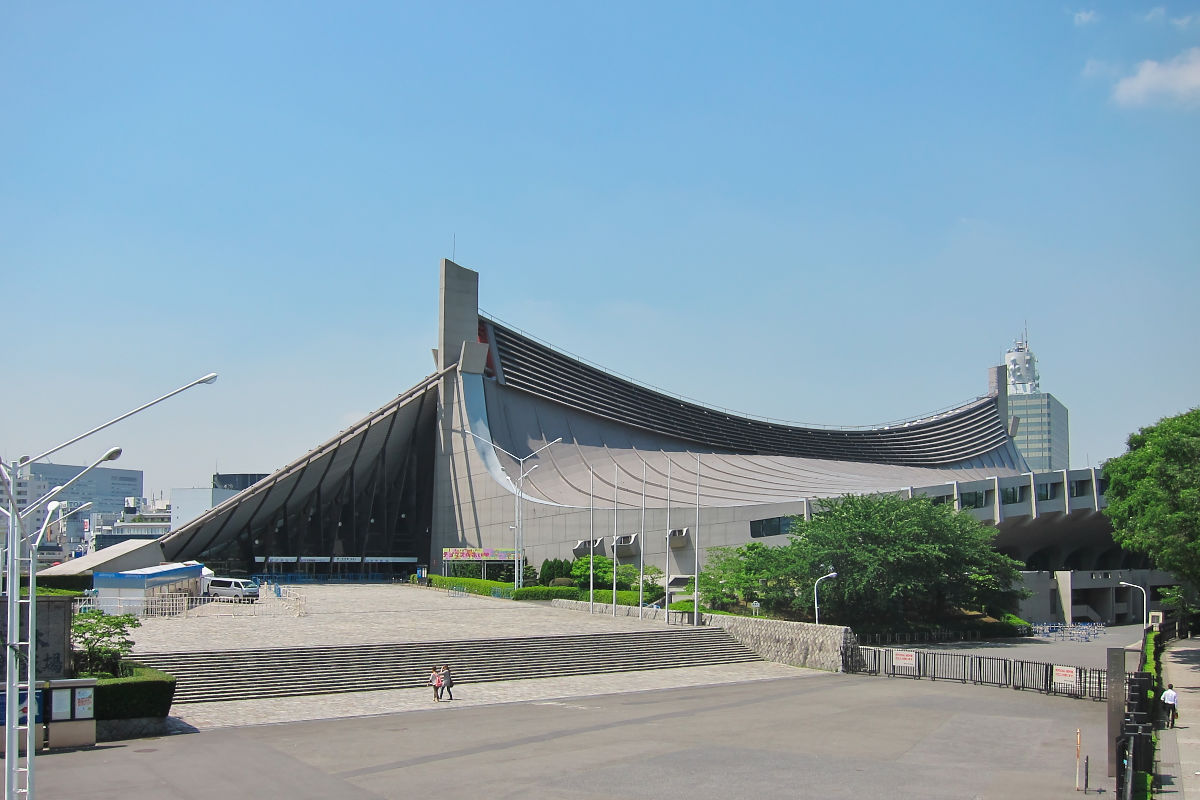
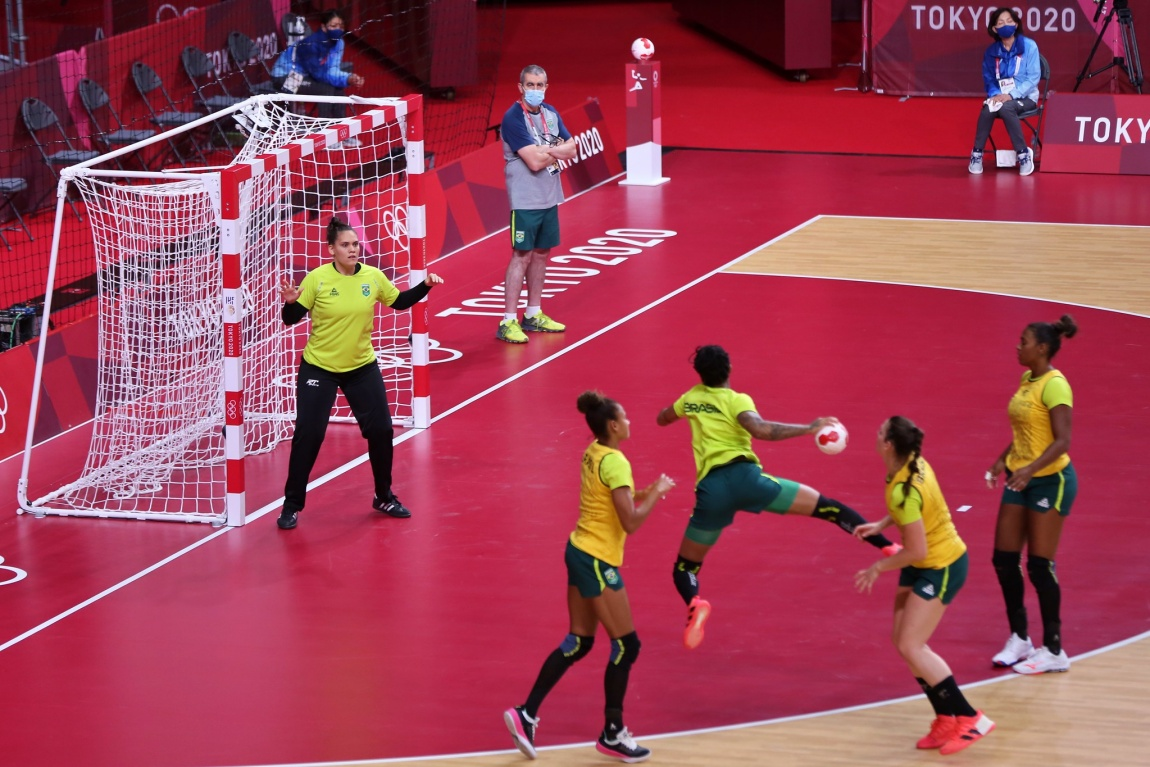

## Selejtezők

### Férfi
| Esemény                                                      | Dátum                | Helyszín                       | Kvóta | Kvalifikált csapatok                   |
| ------------------------------------------------------------ | -------------------- | ------------------------------ | ----- | -------------------------------------- |
| Rendező                                                      | -                    | -                              | 1     | Japán (JPN)                            |
| 2019-es világbajnokság                                       | 2019. január 27.     | Dánia, Németország             | 1     | Dánia (DEN)                            |
| 2020-as Afrika-bajnokság                                     | 2020. január 26.     | Tunézia                        | 1     | Egyiptom (EGY)                         |
| 2019-es ázsiai olimpiai selejtező                            | 2019. október 27.    | Katar                          | 1     | Bahrein (BRN)                          |
| 2019-es Pánamerika-bajnokság                                 | 2019. augusztus 5.   | Peru                           | 1     | Argentína (ARG)                        |
| 2020-as Európa-bajnokság                                     | 2020. január 26.     | Ausztria, Norvégia, Svédország | 1     | Spanyolország (ESP)                    |
| 2020-as férfi kézilabda olimpiai selejtezőtorna (1. csoport) | 2021. március 12-14. | Montenegró                     | 2     | Norvégia (NOR) · Brazília (BRA)        |
| 2020-as férfi kézilabda olimpiai selejtezőtorna (2. csoport) | 2021. március 12-14. | Franciaország                  | 2     | Franciaország (FRA) · Portugália (POR) |
| 2020-as férfi kézilabda olimpiai selejtezőtorna (3. forduló) | 2021. március 12-14. | Németország                    | 2     | Svédország (SWE) · Németország (GER)   |
| Összesen                                                     |                      |                                | 12    |                                        |

### Női
| Esemény                                       | Dátum                   | Helyszín      | Kvóta | Kvalifikált csapatok                   |
| --------------------------------------------- | ----------------------- | ------------- | ----- | -------------------------------------- |
| Rendező                                       | -                       | -             | 1     | Japán (JPN)                            |
| 2018-as Európa-bajnokság                      | 2018. december 16.      | Franciaország | 1     | Franciaország (FRA)                    |
| 2019-es világbajnokság                        | 2019. december 15.      | Japán         | 1     | Hollandia (NED)                        |
| 2019-es afrikai olimpiai selejtező            | 2019. szeptember 26-29. | Szenegál      | 1     | Angola (ANG)                           |
| 2019-es ázsiai olimpiai selejtező             | 2019. szeptember 29.    | Kína          | 1     | Dél-Korea (KOR)                        |
| 2019-es Pánamerika-bajnokság                  | 2019. július 30.        | Peru          | 1     | Brazília (BRA)                         |
| 2020-as női kézilabda olimpiai selejtezőtorna | 2021. március 19-21.    | Spanyolország | 2     | Spanyolország (ESP) · Svédország (SWE) |
| 2020-as női kézilabda olimpiai selejtezőtorna | 2021. március 19-21.    | Magyarország  | 2     | Oroszország (RUS) · Magyarország (HUN) |
| 2020-as női kézilabda olimpiai selejtezőtorna | 2021. március 19-21.    | Montenegró    | 2     | Montenegró (MNE) · Norvégia (NOR)      |
| Összesen                                      |                         |               | 12    |                                        |

## Éremtáblázat
(A táblázatokban az egyes számoszlopok legmagasabb értéke vagy értékei vastagítással kiemelve.)
| A 2020. évi nyári olimpiai játékok éremtáblázata kézilabdában | A 2020. évi nyári olimpiai játékok éremtáblázata kézilabdában | A 2020. évi nyári olimpiai játékok éremtáblázata kézilabdában | A 2020. évi nyári olimpiai játékok éremtáblázata kézilabdában | A 2020. évi nyári olimpiai játékok éremtáblázata kézilabdában | Olimpia  |
| ------------------------------------------------------------- | ------------------------------------------------------------- | ------------------------------------------------------------- | ------------------------------------------------------------- | ------------------------------------------------------------- | -------- |
|                                                               | Ország                                                        | Arany                                                         | Ezüst                                                         | Bronz                                                         | Összesen |
| 1.                                                            | Franciaország (FRA)                                           | 2                                                             | 0                                                             | 0                                                             | 2        |
|                                                               |                                                               |                                                               |                                                               |                                                               |          |
| 2.                                                            | Dánia (DEN)                                                   | 0                                                             | 1                                                             | 0                                                             | 1        |
| 2.                                                            | Az Orosz Olimpiai Bizottság versenyzői (ROC)                  | 0                                                             | 1                                                             | 0                                                             | 1        |
|                                                               |                                                               |                                                               |                                                               |                                                               |          |
| 4.                                                            | Norvégia (NOR)                                                | 0                                                             | 0                                                             | 1                                                             | 1        |
| 4.                                                            | Spanyolország (ESP)                                           | 0                                                             | 0                                                             | 1                                                             | 1        |
|                                                               |                                                               |                                                               |                                                               |                                                               |          |
| Összesen                                                      | Összesen                                                      | 2                                                             | 2                                                             | 2                                                             | 6        |

## Érmesek

### Férfi torna
| A 2020. évi nyári olimpiai játékok érmesei férfi kézilabdában | A 2020. évi nyári olimpiai játékok érmesei férfi kézilabdában | A 2020. évi nyári olimpiai játékok érmesei férfi kézilabdában | A 2020. évi nyári olimpiai játékok érmesei férfi kézilabdában |
| --- | --- | --- | ------------------------------------------------------------- |
| Arany | Ezüst | Bronz |                                                               |
| Franciaország (FRA) | Dánia (DEN) | Spanyolország (ESP) |                                                               |
| Luc Abalo Hugo Descat Ludovic Fabregas Yann Genty Vincent Gérard Michaël Guigou Luka Karabatić Nikola Karabatić Romain Lagarde Kentin Mahé Dika Mem Timothey N’Guessan Valentin Porte Nedim Remili Melvyn Richardson Nicolas Tournat | Lasse Andersson Mathias Gidsel Jóhan Hansen Mikkel Hansen Jacob Holm Emil Jakobsen Niklas Landin Jacobsen Magnus Landin Jacobsen Mads Mensah Larsen Kevin Møller Henrik Møllgaard Morten Olsen Magnus Saugstrup Lasse Svan Hansen Henrik Toft Hansen | Julen Aguinagalde Rodrigo Corrales Alex Dujsebajev Raúl Entrerríos Ángel Fernández Adrià Figueras Antonio García Robledo Aleix Gómez Gedeón Guardiola Eduardo Gurbindo Jorge Maqueda Viran Morros Gonzalo Pérez de Vargas Miguel Sánchez-Migallón Daniel Sarmiento Ferran Solé |                                                               |

### Női torna
| A 2020. évi nyári olimpiai játékok érmesei női kézilabdában | A 2020. évi nyári olimpiai játékok érmesei női kézilabdában | A 2020. évi nyári olimpiai játékok érmesei női kézilabdában | A 2020. évi nyári olimpiai játékok érmesei női kézilabdában |
| --- | --- | --- | ----------------------------------------------------------- |
| Arany | Ezüst | Bronz |                                                             |
| Franciaország (FRA) | Az Orosz Olimpiai Bizottság versenyzői (ROC) | Norvégia (NOR) |                                                             |
| Méline Nocandy Blandine Dancette Pauline Coatanea Chloé Valentini Allison Pineau Coralie Lassource Grâce Zaadi Amandine Leynaud Kalidiatou Niakaté Cléopâtre Darleux Océane Sercien-Ugolin Laura Flippes Béatrice Edwige Pauletta Foppa Estelle Nze Minko Alexandra Lacrabère | Anna Szedojkina Polina Kuznyecova Polina Gorskova Darja Dmitrijeva Anna Szeny Anna Vjahireva Polina Vegyohina Vladlena Bobrovnyikova Kszenyija Makejeva Jelena Mihajlicsenko Olga Fomina Jekatyerina Iljina Julija Manaharova Antonyina Szkorobogatcsenko Viktorija Kalinyina | Henny Reistad Veronica Kristiansen Marit Malm Frafjord Stine Skogrand Nora Mørk Stine Bredal Oftedal Silje Solberg Kari Brattset Katrine Lunde Marit Røsberg Jacobsen Camilla Herrem Sanna Solberg-Isaksen Kristine Breistøl Marta Tomac Vilde Johansen |                                                             |